# Tupanatinga
Tupanatinga é um município brasileiro do estado de Pernambuco. 

## Geografia
Localiza-se a uma latitude 08º45'12" sul e a uma longitude 37º20'23" oeste, estando a uma altitude de 710 metros. Possui uma área de 795,64 km² e sua população, conforme estimativas do IBGE de 2019, era de 27 304 habitantes.
Administrativamente, é composto apenas pelo distrito sede e pelos povoados de Cabo do Campo, Mata Verde, Boqueirão e Baixa Grande.

### Limites
- Norte - Com Sertânia, começa na foz do Riacho das Galinhas, no Riacho do Mel, sobe por este até a foz do Riacho Mimoso.
- Leste - Com Buíque, começa na foz do Riacho Mimoso, no Riacho do Mel, daí em reta para o ponto mais alto da Serra da Mina Grande, daí em reta para a nascente do Riacho Mota, desce por este até sua foz no Riacho do Pinto ou Pilões, desce por este até sua foz no Rio Ipanema, desce por este até a foz do Riacho Mandacaru.
- Sul - Com Itaíba, começa na foz do Riacho Mandacaru, no Rio Ipanema sobe o Riacho Mandacaru até sua nascente, daí em reta para a nascente do Riacho São Gonçalo.
- Oeste - Com Ibimirim, começa na nascente do Riacho São Gonçalo, em reta para a extremidade oriental da Serra do Quiridalho, daí em reta para a foz do Riacho das Galinha, no Riacho do Mel, ponto inicial.

### Relevo
O município está localizado no Polígono das Secas. O relevo é movimentado. As altitudes variam entre 650 e 900 metros.

### Vegetação
A vegetação nativa é composta pela caatinga hiperxerófila.

### Hidrografia
O município situa-se nos domínios das bacias hidrográficas do rio Ipanema e do rio Moxotó. Seus principais tributários são os riachos: da Casa de Pedra, do lambedor, Paus de Leite, do Mel, do Socorro, Grota Serra Verde, Mina Grande, do macaco, da Barra, Mandacaru, dos Porcos, Riachão e Mandacaruzinho, todos de natureza intermitente. Ainda há acúmulo de água nas lagoas das Cobras, da Samambaia e do Jucá.

## Economia
Agricultura, pecuária e comércio. Principais produtos: Feijão em grão, milho em grão, mandioca e castanha de caju.
(Fonte IBGE - Censo Demográfico 2000)

## Festividades Tradicionais
- Festa da Padroeira Santa Clara - comemora-se no período de 7 a 16 de julho.
- Tradicional Festa de agosto
- Tradicional Festa do Povoado Cabo do Campo nos dias 20 e 21 se janeiro
- Tradicional Festa do Povoado Mata Verde
- Tradicional Festa do Povoado Baixa Grande